# Hydrotaea daisetsuzana
Hydrotaea daisetsuzana är en tvåvingeart som beskrevs av Shinonaga och Tadao Kano 1983. Hydrotaea daisetsuzana ingår i släktet Hydrotaea och familjen husflugor. Inga underarter finns listade i Catalogue of Life.